# Issoria nigroprivata
Issoria nigroprivata är en fjärilsart som beskrevs av Ruggero Verity 1933. Issoria nigroprivata ingår i släktet Issoria och familjen praktfjärilar. Inga underarter finns listade i Catalogue of Life.